# Juan Downey
Juan Downey (Santiago de Xile, 11 de maig de 1940 - Nova York, 9 de juny de 1993) va ser un artista considerat un dels pioners del videoart.
Nascut a Santiago de Xile, va rebre una llicenciatura en Arquitectura de la Universitat Catòlica Pontifícia de Xile. També va estudiar a Barcelona i a la famosa Stanley William Hayter Atelier 17 de París. Posteriorment va emigrar a Nova York el 1965, on estudiaria i més tard esdevindria professor al Pratt Institute.
És conegut pels seus treballs en vídeo, una espècia de viatge eclèctic en el discurs polític, la història de l'art, les idees, el descobriment personal i l'auto-reflexió. Downey va descobrir una forma de discurs que es mou i combina la investigació multicultural desconstructivista de la llengua amb la seva pròpia comprensió profunda del color, la i el procés. A més de les seves cintes de vídeo, Downey també va produir una extensa obra que inclou instal·lacions, dibuixos i pintures.

## Obres rellevants
- Trans Amèrica 1971